# Time and a Word
Time and a Word ist das zweite Album der britischen Progressive-Rock-Band Yes. Es stammt aus dem Jahr 1970.

## Entstehung
Anfang 1970 zog sich die Band auf eine Farm in Devon zurück, um an ihrem zweiten Album zu arbeiten. Erneut zeichnete sich bald ab, dass Atlantic Records nicht viel Geld in die Produktion investieren würde. Stattdessen investierte Bandmanager Roy Flynn eine große Summe privaten Geldes in das Album.
Da zu diesem Zeitpunkt viele Rockbands begannen, mit Orchestern zusammenzuarbeiten (Deep Purple, The Nice, The Moody Blues), entschloss man sich, diesem Trend zu folgen und das neue Album zusammen mit Streichern (Studenten des Royal College of Music) und einigen Bläsern aufzunehmen. Keyboarder Tony Kaye und Gitarrist Peter Banks waren allerdings von dieser Idee nicht sehr begeistert, bedeutete dies doch eine starke Einschränkung ihrer Rolle als Instrumentalisten. So entstanden erste Spannungen, vor allem zwischen Banks und dem Rest der Band.
Erneut konnte das Album nicht kontinuierlich aufgenommen werden. Stattdessen arbeitete die Band zwischen kurzen Touren und Einzelkonzerten. Als Produzenten engagierte man Tony Colton, den Sänger der Band Head, Hands and Feet und Freund Jon Andersons, Toningenieur wurde Eddie Offord, den Phil Carson, damals bei Yes' Plattenfirma Atlantic Records, bereits von früheren gemeinsamen Projekten her kannte. Offord war nicht nur für den Klang des Albums verantwortlich, er freundete sich auch mit den Musikern an und überzeugte sie von der vegetarischen Ernährungsweise.
Das neue Album enthielt acht Stücke, darunter zwei Coverversionen (No Opportunity Necessary, No Experience Needed von Richie Havens und Everydays von Stephen Stills) und zwei Arbeiten von Anderson mit seinem früheren Bandkollegen (bei den Warriors) und Freund David Foster (Sweet Dreams und Time And A Word), bei denen dieser auch als Sänger bzw. als Gitarrist zu hören ist, was Peter Banks ebenfalls missfiel.

## Titelliste
(UK/US)
1. No Opportunity Necessary, No Experience Needed (Richie Havens) – 4:49
2. Then (Jon Anderson) – 5:43
3. Everydays (Stephen Stills) – 6:07
4. Sweet Dreams (Jon Anderson/David Foster) – 3:49
5. The Prophet (Jon Anderson/Chris Squire) – 6:35
6. Clear Days (Jon Anderson) – 2:06
7. Astral Traveller (Jon Anderson) – 5:53
8. Time and a Word (Jon Anderson/David Foster) – 4:22

(DE)
1. No Opportunity Necessary, No Experience Needed – 4:58
2. Then – 5:49
3. Everydays – 6:16
4. Sweet Dreams – 4:33
5. Dear Father (Jon Anderson/Chris Squire) – 4:19
6. Astral Traveller – 5:57
7. Clear Days – 2:11
8. Time and a Word – 4:39

### Wiederveröffentlichung
Das Album wurde im Jahr 2003 von Rhino Records remastert und wiederveröffentlicht. Diese Auflage enthält die Bonustracks:
1. Dear Father (Anderson/Squire) – 4:14
2. No Opportunity Necessary, No Experience Needed (Original Mix) (Richie Havens) – 4:46
3. Sweet Dreams (Original Mix) (Anderson/Foster) – 4:20
4. The Prophet (Single Version) (Anderson/Squire) – 6:33

Die Stücke 9 – 11 waren bis dahin nur auf der deutschen LP-Ausgabe von Time and a Word zu hören gewesen.
Anmerkungen:
- Erneut enthielt ein Yes Album zwei Coverversionen (Yes spielten zu dieser Zeit auf ihren Konzerten immer noch damals aktuelle Hits): No Opportunity Necessary, No Experience Needed von Richie Havens und Everydays von Stephen Stills. No Opportunity Necessary, No Experience Needed wurde durch ein musikalisches Thema aus der Titelmelodie zu dem Western-Film The Big Country (deutscher Titel: Weites Land) ergänzt (das Geigenmotiv am Beginn des Songs)

- Für die US-Veröffentlichung wurde Banks’ Solo in Sweet Dreams herausgeschnitten und an anderen Stellen ein wenig nachgemischt

- Tony Kaye zitiert in der Einleitung zu The Prophet das Thema des Jupiter-Satzes aus dem Werk The Planets von Gustav Holst.

- Time and a Word lehnt sich bewusst an den Beatles-Song Hey Jude und Give Peace a Chance von John Lennon an, die Anderson sehr beeindruckt hatten

- Ein Anderson/Banks-Song namens Number 14 Bus, an dem Yes zu dieser Zeit arbeiteten, wurde nicht auf das Album genommen. Dear Father wurde nur als B-Seite der Single Sweet Dreams veröffentlicht

## Cover
Das einfache Schwarz/Weiß-Cover, mit dem das Album in England erschien, zeigt eine unbekleidete Frau, die mit den Beinen in Richtung des Betrachters in einem abstrakten Raum liegt und deren Kopf aus dem Raum hinausragt. Die Rückseite nennt die Songtitel und enthält fünf Porträtfotos sowie die Yes-Sprechblase, das frühe Logo der Band.
In den USA setzt Atlantic ein aktuelles Gruppenfoto auf die Vorderseite, das anstelle des Time-and-a-Word-Gitarristen Peter Banks dessen Nachfolger Steve Howe zeigt. Die Rückseite des US-Covers ist mit der UK-Version identisch.
Für die deutsche Veröffentlichung entscheidet man sich für das US-Cover des ersten Albums und fügt diesem den Titel "Time and a Word" hinzu. Die Rückseite zeigt ein Gruppenfoto in der Yes-Sprechblase, Songtitel und Besetzungsliste.
Eine neuere russische LP-Nachpressung zeigt das britische Cover in Farbe.

## Rückschau
Das zweite Yes-Album zeigt eine Band, die ihren späteren Stil noch sucht. Die Zusammenarbeit mit einem Orchester dokumentiert den Versuch, die klangliche Palette der Rockband auszuweiten, ein Effekt, den Yes später vor allem durch die Verwendung einer Vielzahl verschiedener Keyboards und Gitarren verwirklicht haben. Stilistisch bewegt sich das Album zwischen von den Beatles beeinflusstem Pop (Sweet Dreams, Time and a Word), Jazz (Everydays) und frühem Progressive Rock (vor allem in dem komplex arrangierten Then).
Time and a Word hatte, ebenso wie sein Vorgängeralbum Yes, keinerlei Erfolg (Platz 45 in den GB-Charts), was für weitere Spannungen in der Band sorgte. Atlantic Records drohte damit, die Band fallen zu lassen, Peter Banks, der sich auf dem Album unterrepräsentiert sah, zerstritt sich immer häufiger mit seinen Mitmusikern, und Roy Flynn, der eigentlich Clubbesitzer war und wenig Erfahrungen im Managen einer Rockband hatte, wurde bald nach der Veröffentlichung durch einen neuen Manager ersetzt. Menschlich enttäuscht von einer Band, in die er viel privates Geld investiert hatte, brach er den Kontakt zu den Musikern ab, mit Ausnahmen des mit ihm befreundeten Peter Banks, der auf Anraten Coltons aus der Band geworfen wurde.

## Live
Am 28. März 1970 spielten Yes ein Konzert in der Queen Elizabeth Hall in London, während dessen zweiter Hälfte sie von einem kleinen, 20-köpfigen Orchester unter der Leitung von Tony Cox begleitet wurden. Während dieses Konzertes spielten sie auch Something's Coming, eine Bernstein-Adaption aus West Side Story.
Zu finden ist dies auf folgenden Aufnahmen:
- Yesshows
- An Evening of Yes Music Plus...*
- Something's Coming
- House of Yes – Live from House of Blues
- The Word Is Live

Anmerkungen
- (*) Alben und Videos, die mit einem Sternchen gekennzeichnet sind, wurden unter dem Bandnamen Anderson, Bruford, Wakeman, Howe herausgegeben.